# Number 9
Number 9 – singel południowokoreańskiej grupy T-ara. Utwór, wspólnie z Neukkim Anikka, promował minialbum AGAIN. Został wydany 10 października 2013 roku. Singel sprzedał się w Korei Południowej w nakładzie 564 694 (w roku 2013) egzemplarzy.
Utwór Number 9 zdobył nagrodę „Song of the Year” podczas KoreanUpdates Awards w 2013 roku.

## Promocja
Piosenka została przedstawiona przez zespół 6 października 2013 na koncercie "Hallyu Dream Concert". 10 października grupa wystąpiła z utworem Number 9 w programie M Countdown.

## Lista utworów
| Nr | Tytuł                                     | Słowa                           | Kompozycja                      | Aranżacja        | Czas |
| -- | ----------------------------------------- | ------------------------------- | ------------------------------- | ---------------- | ---- |
| 1. | "Number 9 (No.9)" (kor. 넘버나인 Nanbā 9) | Shinsadong Tiger, Choi Gyu-sung | Shinsadong Tiger, Choi Gyu-sung | Shinsadong Tiger | 3:48 |

## Singel japoński
NUMBER NINE/Kioku ~Kimi ga kureta michishirube~ (jap. NUMBER NINE/記憶 ~君がくれた道標(みちしるべ)~) – ósmy japoński singel grupy T-ara. Utwór Number 9 został nagrany ponownie w języku japońskim i wydany 20 listopada 2013 roku. Osiągnął 13 pozycję w rankingu Oricon i pozostał na liście przez 7 tygodni, sprzedał się w nakładzie 18 105 egzemplarzy.
Singel (podwójna strona A) ukazał się w czterech edycjach: regularnej, dwóch limitowanych CD+DVD oraz „X'mas Edition” CD+2DVD. Utwór Kioku ~Kimi ga kureta michishirube~ został użyty w filmie Jinx!!!, w którym jedną z głównych ról odegrała Hyomin.

### Lista utworów
| CD             | | | |      |
| Nr             | Tytuł                                                                                                | Słowa                                                                                                | Muzyka                                                                                               | Czas |
| 1.             | "NUMBER NINE"                                                                                        | | |      |
| 2.             | "Kioku ~Kimi ga kureta michishirube~" (jap. 記憶 ~君がくれた道標(みちしるべ)~)                       | | |      |
| 3.             | "A-HA" (bonus track)                                                                                 | | |      |
| DVD (wersja A) | | | |      |
| Nr             | Tytuł                                                                                                | Tytuł                                                                                                | Tytuł                                                                                                | Czas |
| 1.             | "Kioku ~Kimi ga kureta michishirube~" (Kumazawa Naoto Kantoku-ban)                                   | "Kioku ~Kimi ga kureta michishirube~" (Kumazawa Naoto Kantoku-ban)                                   | "Kioku ~Kimi ga kureta michishirube~" (Kumazawa Naoto Kantoku-ban)                                   |      |
| 2.             | "Bunny Style! Live Performance" (T-ara 2nd Album Puremiamu Senkō Live 2013.7.13)                     | "Bunny Style! Live Performance" (T-ara 2nd Album Puremiamu Senkō Live 2013.7.13)                     | "Bunny Style! Live Performance" (T-ara 2nd Album Puremiamu Senkō Live 2013.7.13)                     |      |
| DVD (wersja B) | | | |      |
| Nr             | Tytuł                                                                                                | Tytuł                                                                                                | Tytuł                                                                                                | Czas |
| 1.             | "Kioku ~Kimi ga kureta michishirube~" (Meikingu Eizō-ban)                                            | "Kioku ~Kimi ga kureta michishirube~" (Meikingu Eizō-ban)                                            | "Kioku ~Kimi ga kureta michishirube~" (Meikingu Eizō-ban)                                            |      |
| 2.             | "Kojinmaru～Osu～ (Japanese ver.) Live Performance" (T-ara 2nd Album Puremiamu Senkō Live 2013.7.13) | "Kojinmaru～Osu～ (Japanese ver.) Live Performance" (T-ara 2nd Album Puremiamu Senkō Live 2013.7.13) | "Kojinmaru～Osu～ (Japanese ver.) Live Performance" (T-ara 2nd Album Puremiamu Senkō Live 2013.7.13) |      |

## Notowania
Wer. kor.
| Lista                               | Pozycja |
| ----------------------------------- | ------- |
| Weekly Gaon Singles Chart           | 5       |
| Weekly Gaon Social Chart            | 1       |
| Weekly Gaon Streaming Singles Chart | 8       |
| Weekly Gaon Download Singles Chart  | 6       |
| Weekly Gaon BGM Chart               | 4       |
| Weekly Gaon Mobile Ringtone Chart   | 2       |
| Billboard K-Pop Hot 100             | 2       |

Wer. jap.
| Lista                       | Pozycja |
| --------------------------- | ------- |
| Oricon Daily Singles Chart  | 9       |
| Oricon Weekly Singles Chart | 13      |